# Джинчарадзе, Паата Зауриевич
Паата Зауриевич Джинчарадзе (груз. პაატა ჯინჭარაძე; 21 октября 1974, Кутаиси, Грузинская ССР, СССР) — грузинский и российский футболист, выступавший на позиции полузащитника.

## Биография
Футболом начал заниматься под руководством Валерия Надирадзе в детской футбольной школе «Сихарули». На взрослом уровне дебютировал в 1992 году в составе клуба «Крцаниси». Позже Джинчарадзе поступил в зооветеринарную академию (которую в итоге не закончил) и стал выступать за студенческую команду. В сезоне 1995/96 играл в клубе первой лиги «Моркинали».
В 1996 году переехал в чемпионат Кипра, где провёл два сезона. Сезон 1996/97 отыграл за клуб АПЕП, который занял последнее место в лиге и вылетел во второй дивизион. Следующий сезон Джинчарадзе провёл в клубе «Этникос Ассиа», однако этот клуб также занял последнее место и по итогам сезона вылетел из высшей лиги. В 1998 году полузащитник вернулся в Грузию, где подписал контракт с кутаисским «Торпедо». Проведя в «Торпедо» полгода, перешёл в тбилисское «Динамо», в составе которого стал чемпионом Грузии. В 2001 ненадолго вернулся в кутаисское «Торпедо», за которое сыграл ещё 9 матчей.
Летом 2001 года игрок подписал контракт с саратовским «Соколом», выступавшем на тот момент в Высшей лиге России", однако за основную команду не провёл ни одной игры. По окончании сезона покинул команду и перешёл в клуб первого дивизиона «Локомотив» (Чита). В новой клубе Джинчарадзе стал основным игроком и за два сезона в «Локомотиве» провёл 66 матчей и забил 13 голов. В 2004 году провёл один сезон в другом клубе первого дивизиона «Нефтехимик». В 2005 подписал контракт с брянским «Динамо», где выступал на протяжении 6 лет. В 2007 году дошёл с клубом до полуфинала Кубка России, где «Динамо» по сумме двух матчей уступило «Москве» (1:2). В 2008 году команда вылетела из первого дивизиона, однако уже в 2009 вернулась в лигу. В 2010 году завершил игровую карьеру, отыграв в своём последнем сезоне 8 матчей в первом дивизионе.

## Достижения
«Динамо» Тбилиси
- Чемпион Грузии: 1998/1999
- Обладатель Суперкубка Грузии: 1999[1]

## Личная жизнь
Джинчарадзе женат. Со своей будущей женой Юлией познакомился в Саратове, будучи игроком местного «Сокола». Поженились в ноябре 2002 года. В 2009 году у пары было двое детей: Илья и Анна.